# Inhibitorisk postsynaptisk potential
Inhibitorisk postsynaptisk potential (IPSP) är process i nervsystemet, där en ökning av membranpotentialen orsakats av inhibitorisk signalering från en presynaptisk nervcell. Detta kommer minska chansen att cellen depolariseras, vilket medför en minskning av chansen att cellen fortleder en signal från signalsubstanser.

## Inhibitoriska receptorer
Det finns ett flertal receptorer som medierar inhibitoriska postsynaptiska potentialer. Man kan dela upp dem i jonotropa och metabotroba receptorer, där jonotropa påverkar membranets permeabilitet för olika joner, medan metabotropa påverkar cellernas metabolism genom så kallade G-proteiner.
En signalsubstans som företrädesvis är inhibitorisk är GABA. Många lugnande och antiepileptiska läkemedel ökar aktiviteten hos synapser som ger IPSP:er.